# Rudolph Simonsen
Rudolph Hermann Simonsen (født 30. april 1889 i København, død 28. marts 1947 sammesteds) var en dansk komponist og pianist, der i en lang årrække var direktør for Det Kgl. Danske Musikkonservatorium (1931-1947). Han blev uddannet i København hos Agnes Adler (klaver) og Otto Malling (musikteori) og debuterede som pianist 1911. Blandt hans værker skal fremhæves fire symfonier med titlerne Zion, Hellas, Roma og Danmark, der blev skrevet 1920-25. Han var desuden aktiv som forfatter.
Flere af hans musikalske værker er tilgængelige på CD: Klaverkoncert i f-mol, to strygekvartetter og Symfoni nr. 2 Hellas.
I 1928 fik Simonsen bronze ved OL for Symfoni nr. 2, Hellas.
Han modtog Det anckerske Legat og blev Ridder af Dannebrog.
Han er begravet på Mosaisk Vestre Begravelsesplads.

## Litterære værker
- 1927 Musikkultur
- 1930 Musikhistoriske Hovedstrømninger
- 1932 Moderne Musik
- 1941 Sub specie æternitatis, musikkulturelle perspektiver
- 1946 Musikhistorisk Kompendium